# Ernst Albrecht (futbolista)
Ernst Albrecht (Düsseldorf, 12 de noviembre de 1907-ibídem, 26 de marzo de 1976) fue un futbolista alemán que jugaba como centrocampista o delantero.

## Selección nacional
Fue internacional con la selección alemana en 17 ocasiones y convirtió 4 goles. Formó parte de la selección que obtuvo el tercer lugar en la Copa del Mundo de 1934, pese a no haber jugado ningún partido durante el torneo.

### Participaciones en Copas del Mundo
| Mundial                        | Sede   | Resultado    | Partidos | Goles |
| ------------------------------ | ------ | ------------ | -------- | ----- |
| Copa Mundial de Fútbol de 1934 | Italia | Tercer lugar | 0        | 0     |

### Participaciones en Juegos Olímpicos
| Olimpiada                          | Sede         | Resultado        | Partidos | Goles |
| ---------------------------------- | ------------ | ---------------- | -------- | ----- |
| Juegos Olímpicos de Ámsterdam 1928 | Países Bajos | Cuartos de final | 2        | 0     |

## Clubes
| Club               | País             | Año       |
| ------------------ | ---------------- | --------- |
| Fortuna Düsseldorf | Alemania nazi    | 1923-1944 |
| PSV Düsseldorf     | Alemania Federal | 1951-1952 |

## Palmarés

### Campeonatos regionales
| Título                            | Club               | País                | Año  |
| --------------------------------- | ------------------ | ------------------- | ---- |
| Gauliga Berg-Mark                 | Fortuna Düsseldorf | República de Weimar | 1929 |
| Gauliga Berg-Mark                 | Fortuna Düsseldorf | República de Weimar | 1931 |
| Campeonato de Alemania Occidental | Fortuna Düsseldorf | República de Weimar | 1931 |
| Gauliga Berg-Mark                 | Fortuna Düsseldorf | Alemania nazi       | 1933 |
| Gauliga Niederrhein               | Fortuna Düsseldorf | Alemania nazi       | 1936 |
| Gauliga Niederrhein               | Fortuna Düsseldorf | Alemania nazi       | 1937 |
| Gauliga Niederrhein               | Fortuna Düsseldorf | Alemania nazi       | 1938 |
| Gauliga Niederrhein               | Fortuna Düsseldorf | Alemania nazi       | 1939 |
| Gauliga Niederrhein               | Fortuna Düsseldorf | Alemania nazi       | 1940 |
| Bezirksklasse                     | Fortuna Düsseldorf | Alemania nazi       | 1943 |

### Campeonatos nacionales
| Título            | Club               | País          | Año  |
| ----------------- | ------------------ | ------------- | ---- |
| Campeonato alemán | Fortuna Düsseldorf | Alemania nazi | 1933 |